# Don Harvey
Donald Patrick 'Don' Harvey II (St. Clair Shores, 31 mei 1960) is een Amerikaans acteur.

## Biografie
Harvey is geboren en getogen in St. Clair Shores in een gezin van acht kinderen. Tijdens zijn high school begon hij met acteren in het schooltoneel. Na zijn afstuderen ging hij studeren aan de Universiteit van Michigan in Ann Arbor waar hij afstudeerde in Engels en economie. Tijdens zijn studie op de universiteit was hij ook twee jaar actief op klassiek ballet. Hij heeft ook zijn master of fine arts in acteren gehaald aan de Yale School of Drama, een onderdeel van Yale-universiteit in New Haven (Connecticut). Hierna verhuisde hij naar New York voor zijn acteercarrière. 

## Filmografie

### Films
Uitgezonderd korte films.
- 2023 Incarcerated - als Hartford
- 2021 Burning at Both Ends - als Friedrich Dollmann
- 2017 In the Absence of Good Men - als rechercheur Landa
- 2017 Small Town Crime - als Randy
- 2016 Dr. Del - als Denny Roper
- 2015 Secret in Their Eyes - als Fierro
- 2015 Vice - als Kasansky
- 2014 Taken 3 - als Garcia
- 2014 The Prince - als Riley
- 2014 Noah - als gemene oom
- 2013 Go for Sisters – als rechercheur Mueller
- 2013 Holly Ghost People – als broeder Sherman
- 2013 Gangster Squad – als officier Funston
- 2009 Public Enemies – als klant van Steuben Club
- 2009 Frame om Mind – als agent Jenkins
- 2007 Anamorph – als doder
- 2006 Bernard and Doris – als beveiliger
- 2005 Back to You and Me – als Ed Jenkins
- 2005 Swimmers – als Russell
- 2004 Corn – als Horace Rasmussen
- 2004 She Hate Me – als G. Gordon Liddy
- 2004 Plainsong – als mr. Beckman
- 2002 Outside the Law – als Kurt Lewis
- 2002 Highway – als Ronnie
- 2001 Riders – als Ned Rogers
- 2000 Batman Beyond: Return of the Joker – als Charles Buntz / Chucko (stem)
- 1999 Out of the Cold – als Nazi leider
- 1999 In Too Deep – als Murphy
- 1999 Life – als Billy Bob
- 1998 The Tin Red Line – als sergeant Becker
- 1998 The Con – als T.J.
- 1997 Sparkler – als Flint
- 1997 Brittle Glory – als de rover
- 1997 The Relic – als Spota
- 1996 Crime of the Century – als Gus Kramer
- 1996 Last Dance – als Doug
- 1996 Face of Evil – als Quinn Harris
- 1995 Saved by the Light – als T.M.
- 1995 Sawbones – als Willy Knapp
- 1995 Tank Girl – als sergeant Small
- 1994 Men of War – als Nolan
- 1994 The Glass Shield – als hulpsheriff Jack Bono
- 1993 Jericho Fever – als Freddie Wakeman
- 1993 Better Off Dead – als Del
- 1992 American Heart – als Rainey
- 1992 Prey of the Chameleon – als Resnick
- 1991 Mission of the Shark: The Saga of the U.S.S. Indianapolis – als Kinderman
- 1991 Hudson Hawk – als Snickers
- 1990 Die Hard 2 – als Garber
- 1989 Casualties of War – als korporaal Thomas E. Clark
- 1988 The Beast of War – als Kaminski
- 1988 Eight Man Out – als Charles Risberg
- 1988 After School – als Nathan
- 1987 The Untouchables – als officier Preseuski
- 1987 Creepshow 2 – als Andy Cavanaugh

### Televisieseries
Uitgezonderd eenmalige gastrollen.
- 2022 We Own This City - als John Sieracki - 6 afl.
- 2022 Pam & Tommy - als Anthony Pellicano - 2 afl.
- 2018-2022 Better Call Saul - als Jeff - 2 afl.
- 2017-2019 The Deuce - als Danny Flanagan - 14 afl.
- 2019 Chambers - als Johnny 'Bail Bonds' - 3 afl.
- 2018 The Truth About the Harry Quebert Affair - als Bobbo Quinn - 10 afl.
- 2017 The Last Tycoon - als Rupert Vajna - 4 afl.
- 2016-2017 General Hospital - als Tom Baker - 20 afl.
- 2016 The Night Of - als rechercheur Tomalikis - 3 afl.
- 2011-2012 Luck – als The Flack – 3 afl.
- 1996 Superman: The Animated Series – als Gnaww (stem) – 2 afl.